# Cape Creek Bridge
Die Cape Creek Bridge ist eine Bogenbrücke im Lane County, an der Küste Oregons in den Vereinigten Staaten. Die zweispurige Straßenbrücke ist Bestandteil des U.S. Highway 101 und wird vom Oregon Department of Transportation (ODOT) betrieben. Sie wurde Anfang der 1930er-Jahre von Conde McCullough für den Oregon Coast Highway entworfen und überspannt den Cape Creek, der aus dem Siuslaw National Forest kommend, zwischen Heceta Head und Devil's Elbow in den Pazifik mündet.

## Geschichte

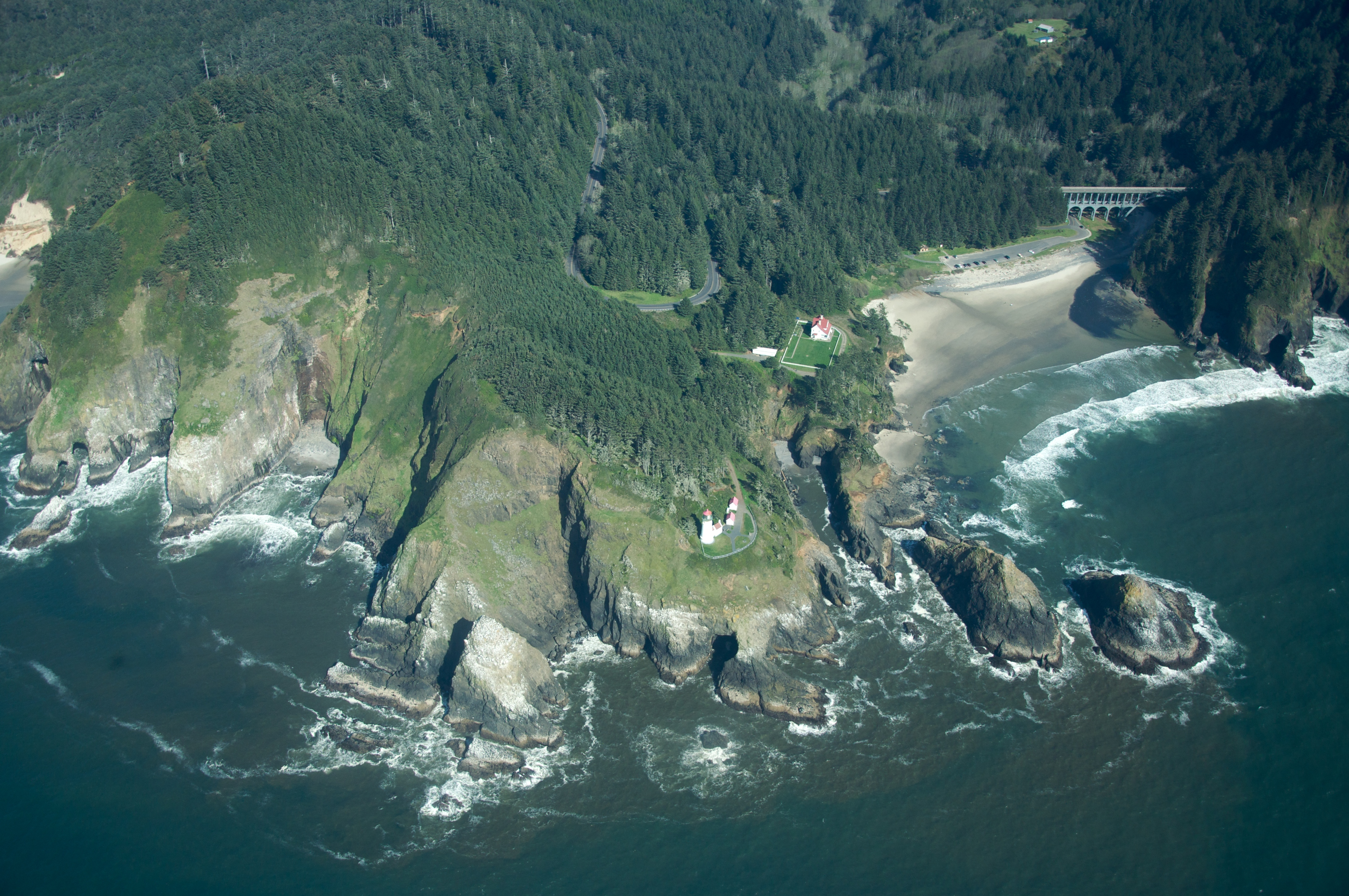
Heceta Head an der Pazifikküste mit historischem Leuchtturm und Mündung des Cape Creek vor Devil's Elbow (rechts), dazwischen die gleichnamige Brücke.

Die Bogenbrücke ist eine von über 30 Brücken aus Stahlbeton, die Conde McCullough für das Oregon State Highway Department zwischen 1919 und 1936 errichtete. Beim Bau des Oregon Coast Highway zählte die Strecke zwischen Heceta Head, benannt nach dem spanischen Seefahrer Bruno de Heceta, und den südlich davon gelegenen Sea Lion Caves, zu den kompliziertesten und teuersten Abschnitten. Neben dem Bau der Straßen in diesem zerklüfteten Gebiet musste die Landzunge Devil's Elbow durchtunnelt werden, an den sich die Brücke über den Cape Creek anschließt und die Verbindung zum Heceta Head herstellt.  Die Cape Creek Bridge entwarf McCullough im Design eines römischen Aquädukts und orientierte sich dabei am Pont du Gard in Frankreich. Die Bauarbeiten begannen im April 1931 durch John K. Holt aus Salem und Clackamas Construction Company aus Oregon City, sie waren im April des Folgejahres abgeschlossen.
Trotz erster aufkommender struktureller Probleme nach der Eröffnung und dadurch bedingter kleinerer Reparaturen, wurden an der Brücke bis Anfang der 1980er-Jahre nahezu keine Instandsetzungsmaßnahmen durchgeführt. Die Küstenlage führte aber über die Jahre zu einer beschleunigten Schädigung des Betons und zur Freilegung und Korrosion des Bewehrungsstahls. 1984 wurden erste Ausbesserungen an den Bewegungsfugen durchgeführt und 1987 Untersuchungen zur Anwendbarkeit von Kathodenschutz-Systemen an Stahlbetonbrücken durch das ODOT begonnen. 1990–1991 wurden an der Cape Creek Bridge über 700 m² Betonoberfläche erneuert und die Brückenkonstruktion auf einer Fläche von über 10.000 m² mittels Thermischen Spritzens mit einer Zinkbeschichtung versehen, die als aktive Opferanode fungiert und in Verbindung mit einer Stromquelle ein ICCP-System (impressed current cathodic protection) bildet.
Die Brücke wurde 2005 in das National Register of Historic Places aufgenommen (NRHP#: 05000820) und zwischen 2013 und 2014 wurden erneut Reparaturen am Beton und am Kathodenschutz-System vorgenommen, sowie das Geländer der Brücke erneuert.

## Beschreibung

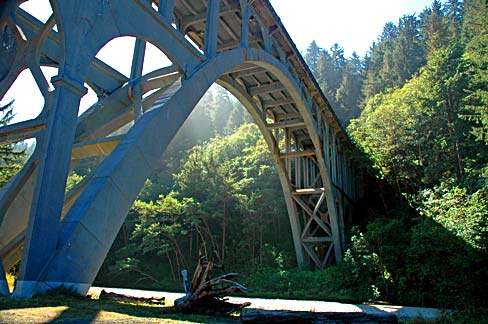
Blick von unten auf den Brückenbogen der Cape Creek Bridge, 2005.

Der Hauptbogen der Brücke überspannt den Cape Creek mit 67 m und erreicht im höchsten Punkt circa 30 m über dem Bach. Flankiert wird der 7,6 m breite Bogen auf beiden Seiten durch ein zwei-etagiges Viadukt, das im unteren Bereich aus sechs vollen 12,2-m-Bögen auf der Nordseite und zwei auf der Südseite (der äußere hat 12,5 m) besteht, auf denen je zwei 6,1-m-Bögen auf der Oberseite platziert sind. Die insgesamt 28 oberen Bögen haben eine Höhe von 12,2 m. Durch die Neigung der Brücke von 3,5°, verringert sich die Höhe des untere Teils von circa 21 m auf der Südseite auf weniger als 18 m auf der Nordseite. Abgeschlossen wird die Brücke mit je einem weiteren etwa 9 m breiten Bogen im oberen Bereich und besitzt eine Gesamtlänge von 188,7 m.
Die Gesamte Konstruktion ruht auf 13 Pfeilerpaaren. Acht Fundamente wurden auf Felsgestein errichtet und die fünf auf weicherem Untergrund, einschließlich der Nordseite des Hauptbogens, wurden durch Pfahlgründung stabilisiert. Die Fahrbahn hat eine Breite von 8,2 m zwischen den Bordsteinen und wird durch 1-m-Gehwege pro Seite ergänzt, die mit einem Geländer abgeschlossen werden, das ebenfalls aus Beton gefertigt ist und aus je sechs mit Ornamenten verzierten Feldern pro oberen Bogen besteht.